# Rough Landing, Holly
Rough Landing, Holly è un singolo del gruppo musicale statunitense Yellowcard, pubblicato nel 2006 ed estratto dall'album Lights and Sounds.

## Tracce
1. Rough Landing, Holly – 3:33
2. Holly Wood Died (live) – 3:55
3. Cigarette (live) – 4:56

## Video musicale
Il videoclip della canzone è stato diretto da Marc Webb ed è stato girato a Los Angeles.